# Mountain Home Air Force Base

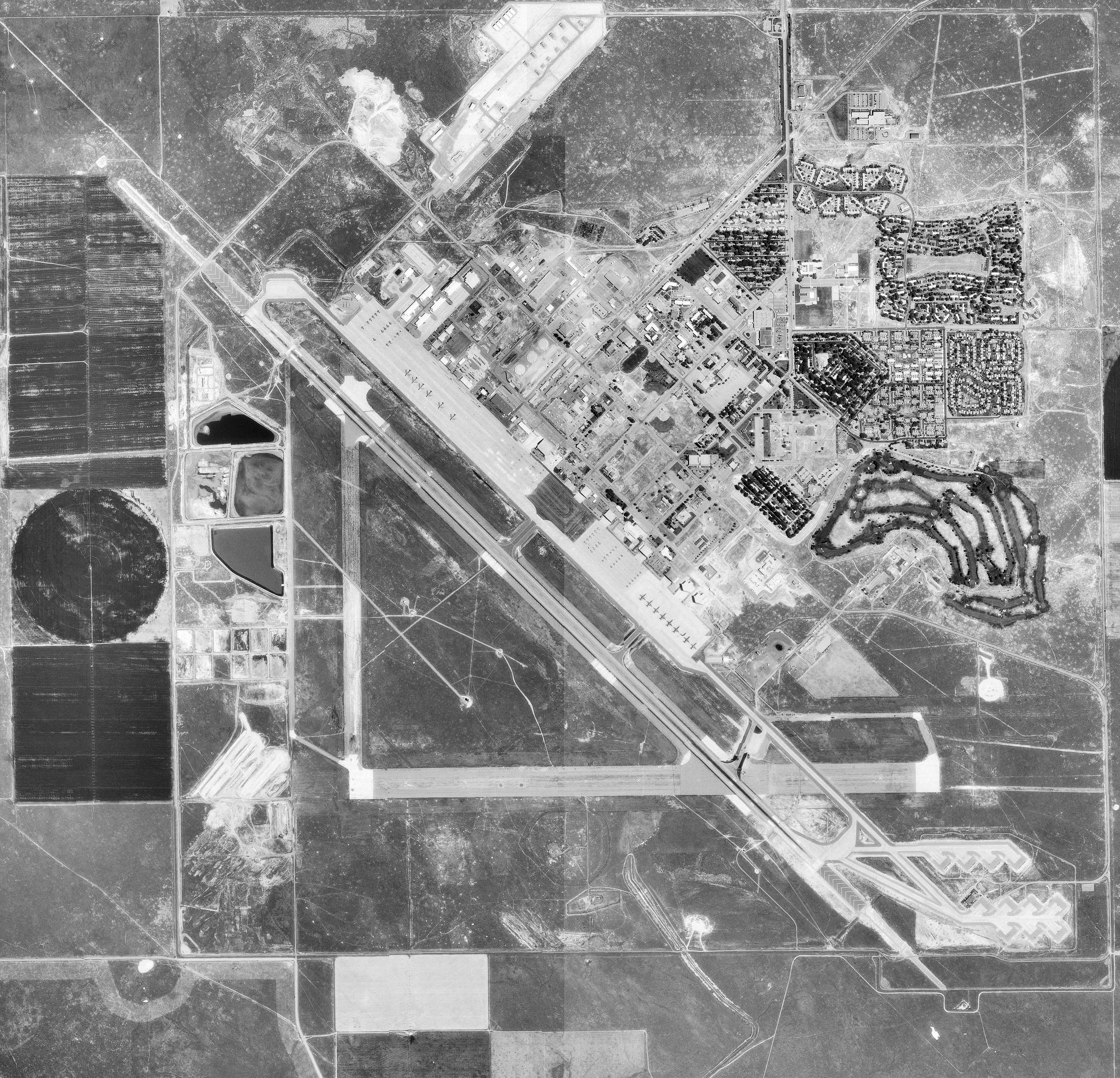
Ortofoto över Mountain Air Force Base från 1988.

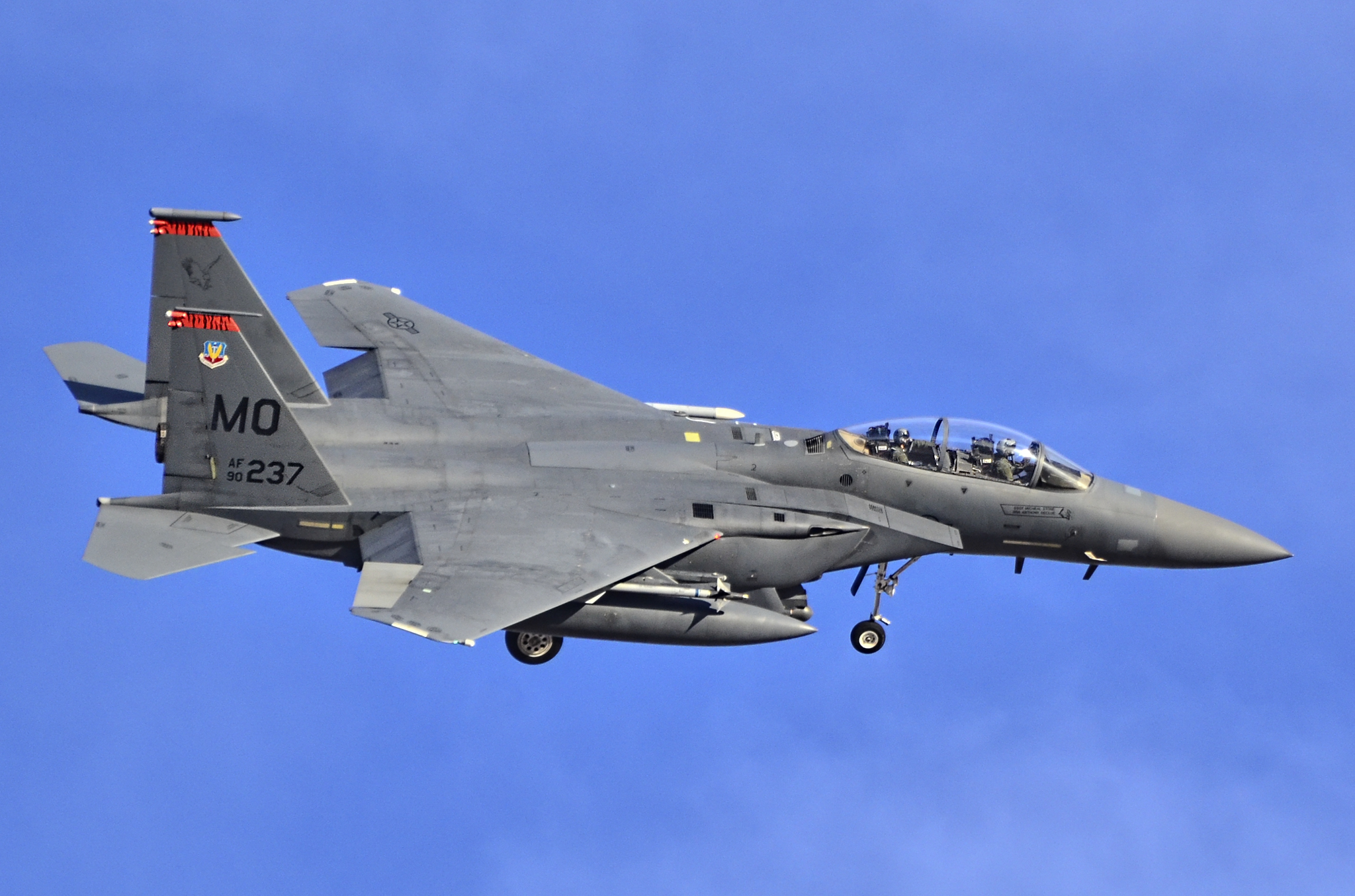
En F-15E Strike Eagle från 391st Fighter Squadron vid Mountain Air Force Base.

Mountain Home Air Force Base är en militär flygplats (IATA: MUO, ICAO: KMUO, FAA LID: MUO) tillhörande USA:s flygvapen belägen i delstaten Idaho i Elmore County drygt 2 mil sydväst om staden Mountain Home. Basen har 4 800 anställda militärer och civilanställda samt ytterligare 5 200 familjemedlemmar som bor på området.

## Bakgrund
Basen tillkom 1943 under andra världskriget. 1991 gjordes basens flottilj och värdförband, 366th Wing, om till en kompositenhet (engelska: Air Expeditionary Wing) som innehöll både stridsflyg, bombflyg (B-1 Lancer) och tankflyg (KC-135 Stratotanker). Efter 11 septemberattackerna 2001 så renodlades uppdraget till enbart stridsflyg och bomb- och tankflygen flyttade till McConnell Air Force Base i Kansas, respektive Ellsworth Air Force Base i South Dakota. Mellan 1991 och 2007 fanns även stridsflyg av F-16 Fighting Falcon på basen.

## Verksamhet
366th Fighter Wing (366 FW), med smeknamnet "the Gunfighters" är flygbasens värdförband sedan 1972. 366 FW ingår i Air Combat Command/Fifteenth Air Force och flyger med mer än 50 stycken F-15E Strike Eagle fördelade på två skvadroner.
I 366th Fighter Wing ingår även utbildningsförbandet 428th Fighter Squadron som utbildar stridspiloter från Singapores flygvapen för deras exportversion av F-15 Strike Eagle (F-15SG) med 12 stycken på plats vid Mountain Air Force Base.